# Coșeiu
Coșeiu (węg. Kusaly) – wieś w Rumunii, w okręgu Sălaj, w gminie Coșeiu. W 2011 roku liczyła 402 mieszkańców.